# Tracy Point
Der Tracy Point ist das Westkap der Insel Beall Island im Archipel der Windmill-Inseln vor der Budd-Küste des ostantarktischen Wilkeslands.
Eine erste Kartierung wurde anhand von Luftaufnahmen der US-amerikanischen Operation Highjump (1946–1947) und Operation Windmill (1947–1948) vorgenommen. Das Advisory Committee on Antarctic Names benannte die Landspitze 1963 nach Gordon F. Tracy, Funker der United States Navy und Mitglied der Mannschaft auf der Wilkes-Station im Jahr 1958.